# Estación de Rothrist
La estación de Rothrist es una estación ferroviaria de la comuna suiza de Rothrist, en el Cantón de Argovia.

## Historia y situación
La estación de Rothrist fue inaugurada en el año 1857 se inauguró el tramo Herzogenbuchsee - Olten de la línea Berna - Olten por el Schweizerischen Centralbahn (SCB). En 1902 la compañía pasaría a ser absorbida por SBB-CFF-FFS. En 1981 entra en servicio la Bornlinie, una línea ferroviaria que conecta de forma directa Olten con Rothrist, sin pasar por la estación de Aarburg-Oftringen. En 2004 se inauguró la línea de alta velocidad 'Neubaustrecke Mattstetten – Rothrist', que permitió acortar considerablemente los tiempos de viaje desde Berna hacia Olten y Zúrich.
Se encuentra ubicada en el este del núcleo urbano de Rothrist, aunque también da servicio a Oftringen, situado al sureste de la estación. Cuenta con dos andenes laterales a los que acceden dos vías pasantes, a las que hay que sumar otras dos vías pasantes, varias vías toperas y varias derivaciones para dar servicio a industrias de la zona. En el este de la estación se encuentra la bifurcación de las líneas hacia Olten (Bornlinie) y Aarburg-Oftringen - Olten, y en el oeste se separan las líneas hacia Berna, tanto la línea de alta velocidad como la línea clásica por Langenthal.
En términos ferroviarios, la estación se sitúa en la línea Berna - Olten, además de ser el extremo de las líneas Mattstetten - Rothrist y Olten - Rothrist. Sus dependencias ferroviarias colaterales son la estación de Olten, inicio de la línea Olten - Rothrist, la estación de Aarburg-Oftringen en dirección Olten y la estación de Murgenthal hacia Berna.

## Servicios ferroviarios
Los servicios ferroviarios de esta estación están prestados por SBB-CFF-FFS.

### S-Bahn Argovia
En la estación efectúan parada trenes de dos líneas de la red S-Bahn Argovia:
- S 23 Langenthal – Olten – Aarau – Lenzburg – Brugg – Baden
- S 29 (Langenthal – Olten –) Aarau – Wildegg – Brugg – Turgi.